# Liste der Mitglieder der 7. Knesset
Dies ist eine Liste der Mitglieder der 7. Knesset.
Die 120 Abgeordneten wurden am 28. Oktober 1969 gewählt.
- HaMaʿarach: 56
- Gachal: 26
- Nationalreligiöse Partei: 12
- Agudat Jisra’el: 4
- Libralim Atzma’im: 4
- Reschima mamlachtit: 4
- Rakach: 3
- Qidma uFittuach: 2
- Poalei Agudat Jisra’el: 2
- Schittuf weAchawa: 2
- HaʿOlam haSäh – Koach Chadasch: 2
- HaMerkas HaChofschi: 2
- Maki: 1

## Mitglieder der 7. Knesset
| Partei                         | Mitglied                    | Anmerkungen                                              |
| ------------------------------ | --------------------------- | -------------------------------------------------------- |
| HaMaʿarach                     | Aharon Becker               |                                                          |
| HaMaʿarach                     | Eliahu Sasson               |                                                          |
| HaMaʿarach                     | Zeev Sherf                  |                                                          |
| HaMaʿarach                     | Ja’akov Schimschon Schapira |                                                          |
| HaMaʿarach                     | Jitzchak Ben Aharon         |                                                          |
| HaMaʿarach                     | Mordechai Ben-Porat         |                                                          |
| HaMaʿarach                     | Mordechai Bibi              |                                                          |
| HaMaʿarach                     | Shimon Peres                |                                                          |
| HaMaʿarach                     | Mordechai Ofer              |                                                          |
| HaMaʿarach                     | Dov Zakin                   |                                                          |
| HaMaʿarach                     | Pinchas Sapir               |                                                          |
| HaMaʿarach                     | Abraham Ofer                |                                                          |
| HaMaʿarach                     | Jitzchak Nawon              |                                                          |
| HaMaʿarach                     | Mosche Dajan                |                                                          |
| HaMaʿarach                     | Reuven Barkat               |                                                          |
| HaMaʿarach                     | Jigal Allon                 |                                                          |
| HaMaʿarach                     | Yosef Almogi                |                                                          |
| HaMaʿarach                     | Reʾuven Arazi               |                                                          |
| HaMaʿarach                     | Schoschana Arbeli-Almoslino |                                                          |
| HaMaʿarach                     | Mosche Bar’am               |                                                          |
| HaMaʿarach                     | Ya'akov Hazan               |                                                          |
| HaMaʿarach                     | David Coren                 |                                                          |
| HaMaʿarach                     | Jitzchak Koren              |                                                          |
| HaMaʿarach                     | Adiel Amorai                |                                                          |
| HaMaʿarach                     | Ari Ankorin                 |                                                          |
| HaMaʿarach                     | Abba Eban                   |                                                          |
| HaMaʿarach                     | Arje Eliav                  |                                                          |
| HaMaʿarach                     | Ada Feinberg-Sereni         |                                                          |
| HaMaʿarach                     | Abd al-Aziz az-Zubi         |                                                          |
| HaMaʿarach                     | Jisrael Galili              |                                                          |
| HaMaʿarach                     | Uzi Feinerman               |                                                          |
| HaMaʿarach                     | Haika Grossman              |                                                          |
| HaMaʿarach                     | Zina Harman                 |                                                          |
| HaMaʿarach                     | Seʾev Herring               |                                                          |
| HaMaʿarach                     | Schlomo Hillel              |                                                          |
| HaMaʿarach                     | Jisraʾel Kargman            |                                                          |
| HaMaʿarach                     | Schalom Levin               |                                                          |
| HaMaʿarach                     | Zwi Dinstein                |                                                          |
| HaMaʿarach                     | Mosche Karmel               |                                                          |
| HaMaʿarach                     | Yisrael Yeshayahu-Sharabi   |                                                          |
| HaMaʿarach                     | Meʾir Jaʿari                |                                                          |
| HaMaʿarach                     | Gad Ja’akobi                |                                                          |
| HaMaʿarach                     | Chaim Josef Zadok           |                                                          |
| HaMaʿarach                     | Avraham Zilberberg          |                                                          |
| HaMaʿarach                     | Mathilda Guez               |                                                          |
| HaMaʿarach                     | Zvi Guershoni               |                                                          |
| HaMaʿarach                     | Yizhar Harari               |                                                          |
| HaMaʿarach                     | Mordechai Zar               |                                                          |
| HaMaʿarach                     | Aharon Jadlin               |                                                          |
| HaMaʿarach                     | Ben-Zion Chalfon            |                                                          |
| HaMaʿarach                     | Golda Meir                  |                                                          |
| HaMaʿarach                     | Chaim Gwati                 |                                                          |
| HaMaʿarach                     | Schlomo Rosen               |                                                          |
| HaMaʿarach                     | Mordechai Surkis            |                                                          |
| HaMaʿarach                     | Jehonatan Jifrach           |                                                          |
| HaMaʿarach                     | Moshe Wertman               |                                                          |
| Gachal                         | Aharon Goldstein            |                                                          |
| Gachal                         | Josef Sapir                 |                                                          |
| Gachal                         | Josef Tamir                 |                                                          |
| Gachal                         | Yohanan Bader               |                                                          |
| Gachal                         | Avraham Katz                |                                                          |
| Gachal                         | Menachem Jedid              |                                                          |
| Gachal                         | Josef Serlin                |                                                          |
| Gachal                         | Moshe Nissim                |                                                          |
| Gachal                         | Chaim Korfu                 |                                                          |
| Gachal                         | Josef Kremerman             |                                                          |
| Gachal                         | Avraham Schechterman        |                                                          |
| Gachal                         | Simcha Ehrlich              |                                                          |
| Gachal                         | Zvi Zimmerman               |                                                          |
| Gachal                         | Menachem Begin              |                                                          |
| Gachal                         | Chaim Landau                |                                                          |
| Gachal                         | David Levy                  |                                                          |
| Gachal                         | Arjeh Ben-Eliʿeser          |                                                          |
| Gachal                         | Yitzhak Klinghoffer         |                                                          |
| Gachal                         | Elimelech Rimalt            |                                                          |
| Gachal                         | Jaʿaqov Nechuschtan         |                                                          |
| Gachal                         | Benjamin Halevi             |                                                          |
| Gachal                         | Salman Abramov              |                                                          |
| Gachal                         | Esther Rasiʾel-Naʿor        |                                                          |
| Gachal                         | Dov Milman                  |                                                          |
| Gachal                         | Joram Aridor                |                                                          |
| Gachal                         | Ben-Zion Keshet             |                                                          |
| Nationalreligiöse Partei       | Schlomo Jisra’el Ben Me’ir  |                                                          |
| Nationalreligiöse Partei       | Ja’akov-Micha’el Chasani    |                                                          |
| Nationalreligiöse Partei       | Jitzchak Rafa’el            |                                                          |
| Nationalreligiöse Partei       | Daniel-Jitzchaq Levy        |                                                          |
| Nationalreligiöse Partei       | Zevulun Hammer              |                                                          |
| Nationalreligiöse Partei       | Mosche-Zvi Neria            |                                                          |
| Nationalreligiöse Partei       | Tova Sanhadray              |                                                          |
| Nationalreligiöse Partei       | Serach Wahrhaftig           |                                                          |
| Nationalreligiöse Partei       | Chaim-Mosche Schapira       |                                                          |
| Nationalreligiöse Partei       | Benjamin Schachor           |                                                          |
| Nationalreligiöse Partei       | Josef Burg                  |                                                          |
| Nationalreligiöse Partei       | Simcha Friedman             |                                                          |
| Agudat Jisra’el                | Schlomo-Jaʿaqov Gross       |                                                          |
| Agudat Jisra’el                | Jitzhak-Meir Levin          |                                                          |
| Agudat Jisra’el                | Schlomo Lorincz             |                                                          |
| Agudat Jisra’el                | Menachem Porusch            |                                                          |
| Libralim Atzma’im              | Gideon Hausner              |                                                          |
| Libralim Atzma’im              | Yitzhak Golan               |                                                          |
| Libralim Atzma’im              | Jehuda Scha’ari             |                                                          |
| Libralim Atzma’im              | Mosche Kol                  |                                                          |
| Reschima mamlachtit            | Isser Harel                 |                                                          |
| Reschima mamlachtit            | David Ben-Gurion            |                                                          |
| Reschima mamlachtit            | Meʾir Avisohar              | wechselte zu HaMaʿarach, bevor er ein Unabhängiger wurde |
| Reschima mamlachtit            | Jigal Hurwitz               |                                                          |
| Rakach                         | Emil Habibi                 |                                                          |
| Rakach                         | Tawfik Toubi                |                                                          |
| Rakach                         | Meir Vilner                 |                                                          |
| Qidma uFittuach                | Seif el-Din el-Zoubi        |                                                          |
| Qidma uFittuach                | Tschabar Muadi              |                                                          |
| Poalei Agudat Jisra’el         | Kalman Kahana               |                                                          |
| Poalei Agudat Jisra’el         | Avraham Verdiger            |                                                          |
| Schittuf weAchawa              | Diyab Obeid                 |                                                          |
| Schittuf weAchawa              | Elias Nakhleh               |                                                          |
| HaʿOlam haSäh – Koach Chadasch | Uri Avnery                  | verließ die Partei, um Meri zu gründen                   |
| HaʿOlam haSäh – Koach Chadasch | Schalom Cohen               | verließ die Partei, um ein Unabhängiger zu werden        |
| HaMerkas HaChofschi            | Shmuel Tamir                |                                                          |
| HaMerkas HaChofschi            | Elieser Schostak            |                                                          |
| Maki                           | Mosche Sneh                 |                                                          |

### Umbesetzungen
| MK                      | ersetzt                    | Datum             | Partei                   | Anmerkung                                        |
| ----------------------- | -------------------------- | ----------------- | ------------------------ | ------------------------------------------------ |
| Nissim Eliʿad           | Mosche Kol                 | 15. Dezember 1969 | Libralim ʿAtzmeʾijjim    |                                                  |
| Josef Goldschmidt       | Josef Schlomo Burg         | 15. Dezember 1969 | Nationalreligiöse Partei |                                                  |
| Avraham Melammed        | Serach Wahrhaftig          | 15. Dezember 1969 | Nationalreligiöse Partei |                                                  |
| Gideon Patt             | Arjeh Ben-Eliʿeser         | 29. Januar 1970   | Gachal                   |                                                  |
| Zalman Shoval           | David Ben-Gurion           | 27. Mai 1970      | Reschima Mamlachtit      |                                                  |
| Awner-Chai Schaki       | Chaim-Mosche Schapira      | 16. Juli 1970     | Nationalreligiöse Partei | verließ die Partei um ein Unabhängiger zu werden |
| Yehuda Ben-Meir         | Schlomo Jisra’el Ben Me’ir | 4. April 1971     | Nationalreligiöse Partei |                                                  |
| Jehuda Meʾir Abramowicz | Yitzhak-Meir Levin         | 7. August 1971    | Aguddat Jisraʾel         |                                                  |
| Mosche Schachal         | Mordechai Ofer             | 1. September 1971 | HaMaʿarach               |                                                  |
| Avraham Levenbraun      | Emil Habibi                | 16. Februar 1972  | Rakach                   |                                                  |
| Matitjahu Drobles       | Josef Sapir                | 26. Februar 1972  | Gachal                   |                                                  |
| Samuel Mikunis          | Mosche Sneh                | 1. März 1972      | Maki                     | Maki verschmolz zu Moked                         |
| Aviʿad Jafeh            | Reuven Barkat              | 5. April 1972     | HaMaʿarach               |                                                  |
| Jaʿaqov Mizrachi        | Schlomo-Jaʿaqov Gross      | 27. November 1972 | Aguddat Jisraʾel         |                                                  |